# Kamsdorf
Kamsdorf är en ortsteil i kommunen Unterwellenborn i Landkreis Saalfeld-Rudolstadt i förbundslandet Thüringen i Tyskland. Kamsdorf var en kommun fram till 6 juli 2018 när den uppgick i Unterwellenborn. Kommunen Kamsdorf hade 2 653 invånare 2018.